# Jahri Valentijn
Jahriziño Winston Valentijn (Paramaribo, 2 december 1984) is een Nederlands voormalig betaaldvoetballer.
In de jeugd speelde hij voor SV DWO, ADO Den Haag, FC Kranenburg en Haaglandia. Valentijn kwam in de zomer van 2006 van de Hoofdklasser van Haaglandia bij Jong FC Utrecht. Hij speelde ook voor het Nederlands amateurvoetbalelftal. Op 21 januari 2007 maakte hij zijn debuut in de hoofdmacht van FC Utrecht in het uitduel tegen Ajax. Op 20 april 2007 werd bekendgemaakt dat Valentijn zijn contract had verlengd, waardoor de verdediger tot 2009 aan de club verbonden was. Hij werd verhuurd voor het seizoen 2008-2009 aan AGOVV Apeldoorn. Van 2009 tot 2011 speelde Valentijn wederom voor  Haaglandia. Hierna speelde hij twee seizoenen voor FC Lienden en vervolgens tot medio 2015 voor VV Capelle. Hierna speelde hij nog bij HVV Te Werve.